# Keitani Graham
Keitani Graham (* 1. Februar 1980 in Kealakekua, Hawaii, Vereinigte Staaten; † 6. Dezember 2012 auf Chuuk) war ein mikronesischer Ringer.
Keitani Graham wuchs auf Hawaii auf. Er besuchte die Punahou School, wo er Leichtathletik betrieb und das katholische College of the Holy Cross in Worcester, Massachusetts, wo er sich auf den Zehnkampf verlegte. 2003 unterrichtete er an der zentralen Middle School auf Oʻahu. Danach wurde er executive director von Ship/Hoops, einer Nonprofit-Organisation, die Kindern den Zugang zu Bildung und Sport ermöglichte. Auf Chuuk gehörte er zudem zu einer Gruppe von Personen, die sich für einen Schulbau einsetzte. Daneben war er in der örtlichen katholischen Gemeinde aktiv.
Als Ringer nahm Graham an den Olympischen Spielen 2012 teil. Er war der erste olympische Ringer Mikronesiens, wurde dort fast wie ein Held verehrt und galt als einer der größten Athleten, die das Land je hatte. Bei den Spielen in London scheiterte er in der Qualifikation des griechisch-römischen Wettbewerbs in der Leichtgewichtsklasse am US-Amerikaner Charles Betts.
Nach einem Herzinfarkt starb er überraschend im Alter von 32 Jahren.